# Neoton Família
Neoton Família, wcześniej Neoton, w innych krajach czasem jako Newton Family, obecnie Neoton Família Sztárjai – węgierska grupa muzyczna, występująca od 1965 roku po dziś dzień. Grupa wielokrotnie zmieniała skład, nazwę czy style muzyczne, począwszy od rocka, poprzez pop i disco. Grupa była najbardziej aktywna w latach 1977–1989. Bardzo popularna na Węgrzech, odbywała także wiele tournée w innych krajach.

## Historia
W roku 1965 dwóch studentów ekonomii: László Pásztor i Lajos Galácz, postanowiło założyć grupę muzyczną. Powodem tej decyzji był mikołajkowy konkurs muzyczny na ich uniwersytecie (Uniwersytet Ekonomiczny Karola Marksa). Swój zespół nazwali Neoton, od nazwy ich czechosłowackiej gitary. Konkurs ten grupa ukończyła na drugim miejscu. W 1968 roku Neoton piosenką „Nekem eddig Bach volt a mindenem” wygrał krajowy konkurs Ki mit tud?. W tym samym roku zespół nagrał swój pierwszy hit, „Kell hogy várj”. W 1971 roku wydano pierwszy album Neotonu pt. Bolond város, w nagraniu którego udział mieli między innymi Lajos Som i Ferenc Debreczeni, późniejszy perkusista Omegi. Pierwszy album nie sprzedawał się dobrze, mimo to Neoton udzielił serii koncertów w Afryce, gdzie w nigeryjskim radio wykonali piosenkę „You Must Wait” (anglojęzyczną wersję „Kell hogy várj”), a w Ghanie zostali przyjęci przez władcę tego kraju. Mimo że pobyt w Afryce był udanym epizodem, dalszy los Neotonu był niepewny, ponieważ zespół opuściło kilku członków.
W 1972 do grupy dołączyli János Tiboldy i György Jakab. Od 1973 roku Neoton nawiązał współpracę z żeńskim zespołem Kócbabák. W 1977 roku współpracę z zespołem nawiązał dr Péter Erdős, dyrektor Magyar Hanglemezgyártó Vállalat. W tym samym roku, po nagraniu łączonego albumu Neotonu z Kócbabák pt. Csak a zene, zdecydowano o włączeniu członkiń Kócbabák do zespołu, zmianie stylu i nazwy zespołu na Neoton Família. Odbyto także tournée po krajach socjalistycznych. W trakcie tego tournée, nazwanego „Köszönjük Mr Edison” (na cześć Edisona z okazji 100 rocznicy wynalezienia fonografu) od zespołu odłączył się Lajos Galácz. Po długich poszukiwaniach w jego miejsce zaangażowano Jánosa Baracsa.
W roku 1979 grupa otrzymała możliwość towarzyszenia innym węgierskim zespołom pop na festiwalu Midem w Cannes. Wtedy to Neoton Família zagrała kilka piosenek, wywołując zainteresowanie zagranicznego przemysłu muzycznego. Wskutek tego nagrano album Napraforgó oraz jego anglojęzyczny odpowiednik Sunflower. Sunflower odniósł sukces między innymi w Danii, Japonii i na Filipinach. W międzyczasie z zespołu odeszli Éva Fábián i Zoltán Ambrus, którzy zostali zastąpieni przez Gyulę Bardócziego i Ádáma Végváriego.
W ciągu następnych kilku lat zespół odbywał intensywną serię koncertów w kraju i za granicą, w tym tournée obejmujące 42 japońskie miasta. W styczniu 1983 roku zespół opuściła Éva Pál. Każdy nowy album Neoton Famílii był wydawany co roku. Z zespołem współpracowało także coraz więcej kompozytorów. Powodowało to napięcia i konflikty w zespole i w 1990 roku doprowadziło do podziału, wskutek którego powstały dwa zespoły: Új Neoton (istniejący do 1991 roku) oraz Éva-Neoton (istniejący do 1992 roku).
W 1996 roku zmarli dwaj byli członkowie zespołu, György Jakab oraz Mária Juhász. W 1998 roku zespół udzielił w hali Budapest Sportcsarnok koncertu pożegnalnego ku pamięci Jakaba.
W 2005 roku zespół reaktywował się pod nazwą Neoton Família Sztárjai.

## Dyskografia
- Bolond város (1971)
- Menedékház (1976)
- Csak a zene (1977)
- Neoton Disco (1978)
- Napraforgó (1979)
- Sunflower (anglojęzyczna wersja Napraforgó, 1980)
- Marathon (1980)
- Marathon (wersja anglojęzyczna, 1981)
- A familia (1981)
- Dandelion (anglojęzyczna wersja A familia, 1981)
- Greatest Hits (1981)
- Szerencsejáték (1982)
- Gamble (anglojęzyczna wersja Szerencsejáték, 1982)
- Jumping Tour (1982)
- Neoton Família VII. (1983)
- Jumpy Dance (anglojęzyczna wersja Neoton Família VII., 1983)
- Karnevál (1984)
- Adam and Eve (anglojęzyczna wersja Karnevál, 1984)
- Magánügyek (1985)
- Newton Monotony (anglojęzyczna wersja Magánügyek, 1985)
- Minek ez a cirkusz? (1986)
- I Love You (anglojęzyczna wersja Minek ez a cirkusz?, 1986)
- Love is Magic (1986)
- Védőháló nélkül (1987)
- Vonalra várva (1988)
- Santa Maria és a többiek (1988)
- Abrakadabra (1989)
- The Best of Newton Family (1989)
- Búcsú (1996)
- The Best of Neoton Familia (1996)
- Búcsúzni csak szépen (1998)